# Església de Sant Pere Apòstol de Tarragona
L'Església de Sant Pere Apòstol de Tarragona és l'església del barri pescador de Tarragona conegut com el Serrallo. A mitjan segle xix unes quantes barraques de fusta afilerades a la platja que s'havia format a l'abric del moll, servien de refugi i magatzem dels pescadors que vivien majoritàriament a la part alta de la ciutat. El barri va néixer a conseqüència del desplegament de la línia fèrria, que va obligar a desplaçar les barraques cap a l'oest, tot ocupant la zona lliure entre el moll de costa i la desembocadura del Francolí i també a conseqüència de la construcció i ampliació del port de Tarragona.
A partir de 1868 es van poder edificar cases d'obra en aquells terrenys, i els pescadors de la part alta van començar a traslladar-s'hi. La història de l'església anirà molt lligada a la constitució del primer nucli urbà i a la de les seves necessitats bàsiques. Va ser construïda entre 1878 i 1880 al lloc on hi havia hagut la bateria del Francolí, els fonaments i material de la qual es van fer servir en el nou edifici que avui situem a l'actual plaça del bisbe Bonet i Zanuy, qui en va ser el promotor.
El bisbe Bonet va engegar una sèrie d'accions destinades a l'assistència de les classes més desvalgudes, entre les quals hi havia els pescadors. L'abril de 1878 es va fer pública la subhasta de l'edifici que havia d'incorporar la casa rectoral i un local que seria una escola; l'obra fou encarregada a l'arquitecte Ramon Salas i Ricomà i les obres van ser adjudicades al contractista Pau Castellà. En la construcció hi va participar econòmicament Anicet Espinach i Martorell. El bisbe Bonet va morir el 1878 i va deixar diners per a acabar les obres. L'església no es va inaugurar el juliol de 1879 tal com era previst, sembla que per manca de mitjans. Aquest endarreriment va provocar que s'anessin adossant barraques a la paret de l'església i també davant de la façana. Fou inaugurada per la festivitat de Tots Sants de l'any 1880 i es dedicà a Sant Pere, patró dels pescadors.
Arquitectònicament és un edifici neogòtic d'una sola nau de planta rectangular, absis poligonal i teulada a dues aigües. La façana combina la pedra de maçoneria amb la pedra polida que remata les obertures, la cornisa i les cantoneres. Al lateral són ben visibles els contraforts. Alguns detalls decoratius són l'escut de la façana i la creu a la part superior. També hi destaca el treball de pedra en les decoracions ogivals amb petits arcs cecs a l'acabament de l'alçada principal, i a l'interior, la disposició de les voltes. L'edifici, molt petit, està situat sobre un pòdium i cal accedir-hi pujant unes escales de pedra, que tenen forma semicircular.
Actualment la parròquia comprèn el Barri del Serrallo i el de la Residencial Palau.